# Puccinia noccae
Puccinia noccae är en svampart som beskrevs av Arthur 1905. Puccinia noccae ingår i släktet Puccinia och familjen Pucciniaceae.   Inga underarter finns listade i Catalogue of Life.